# Леша (деревня)
Леша — деревня в Поддорском районе Новгородской области в составе Белебёлковского сельского поселения.

## География
Находится в южной части Новгородской области на расстоянии приблизительно 22 км на запад-северо-запад по прямой от районного центра села Поддорье на правом берегу речки Полисть.

## История
На карте 1840 года уже была обозначена. В 1908 году здесь (тогда погост Старорусского уезда Новгородской губернии) было учтено 11 дворов.

## Население
Численность населения: 63 человека (1908 год), 2 (русские 100 %) в 2002 году, 1 в 2010.